# Thank U, Next (chanson)
Cet article concerne la chanson. Pour l'album du même nom, voir Thank U, Next (album).
Singles de Ariana Grande
breathin
(2018) 7 Rings
(2019)
Thank u, next est une chanson de la chanteuse américaine Ariana Grande issue de son cinquième album studio éponyme.
La chanson est écrite par Ariana Grande, Charles Anderson, Michael Foster, Taylor Parks, Tommy Brown et Victoria Monét. Elle est produite par Brown, Anderson et Foster. Les paroles mentionnent certaines des relations passées de Grande, notamment Big Sean, Mac Miller, Pete Davidson et Ricky Alvarez.
Le single thank u, next atteint la première place du classement Billboard Hot 100 aux États-Unis, une première pour la chanteuse dont aucun single n'avait atteint cette place auparavant. Le clip de la chanson, sorti le 30 novembre 2018, est vu plus de 55 millions de fois en 24 heures.

## Classements
| Classement (2019)                       | Meilleure position |
| --------------------------------------- | ------------------ |
| Allemagne (Media Control AG)            | 13                 |
| Australie (ARIA)                        | 1                  |
| Autriche (Ö3 Austria Top 40)            | 4                  |
| Belgique (Flandre Ultratop 50 Singles)  | 7                  |
| Belgique (Wallonie Ultratop 50 Singles) | 3                  |
| Canada (Hot 100)                        | 1                  |
| Danemark (Tracklisten)                  | 3                  |
| Espagne (PROMUSICAE)                    | 24                 |
| Finlande (Suomen virallinen lista)      | 1                  |
| France (SNEP)                           | 12                 |
| États-Unis (Hot 100)                    | 1                  |
| États-Unis (Adult Contemporary)         | 22                 |
| États-Unis (Adult Pop Songs)            | 7                  |
| États-Unis (Dance Club Songs)           | 1                  |
| États-Unis (Pop Airplay)                | 1                  |
| Italie (FIMI)                           | 24                 |
| Norvège (VG-lista)                      | 2                  |
| Nouvelle-Zélande (RMNZ)                 | 1                  |
| Pays-Bas (Nederlandse Top 40)           | 3                  |
| Portugal (AFP)                          | 1                  |
| Suède (Sverigetopplistan)               | 3                  |
| Suisse (Schweizer Hitparade)            | 7                  |
| Royaume-Uni (UK Singles Chart)          | 1                  |

### Classements mensuels
| Classement (2018)                    | Meilleure position |
| ------------------------------------ | ------------------ |
| Brésil Streaming (Pro-Música Brasil) | 16                 |

### Classements annuels
| Classement (2018)                             | Position |
| --------------------------------------------- | -------- |
| Australie (ARIA)                              | 60       |
| Hongrie (Single Top 40)                       | 95       |
| Hongrie (Stream Top 40)                       | 51       |
| Pays-Bas (Dutch Top 40)                       | 68       |
| Pays-Bas (Mega Top 50)                        | 100      |
| Pays-Bas (Single Top 100)                     | 86       |
| Corée du Sud International (Gaon)             | 40       |
| Royaume-Uni Singles (Official Charts Company) | 68       |

| Classement (2019)                             | Position |
| --------------------------------------------- | -------- |
| Australie (ARIA)                              | 34       |
| Belgique (Flandre Ultratop)                   | 61       |
| Belgique (Wallonie Ultratop)                  | 63       |
| Canada (Canadian Hot 100)                     | 11       |
| Danemark (Tracklisten)                        | 88       |
| France (SNEP)                                 | 139      |
| Hongrie (Stream Top 40)                       | 43       |
| Irlande (IRMA)                                | 33       |
| Nouvelle-Zélande (Recorded Music NZ)          | 28       |
| Corée du Sud (Gaon)                           | 52       |
| Royaume-Uni Singles (Official Charts Company) | 30       |
| États-Unis Billboard Hot 100                  | 12       |
| États-Unis Adult Top 40 (Billboard)           | 31       |
| États-Unis Dance Club Songs (Billboard)       | 39       |
| États-Unis Dance/Mix Show Airplay (Billboard) | 19       |
| États-Unis Mainstream Top 40 (Billboard)      | 13       |
| États-Unis Rolling Stone Top 100              | 18       |

| Classement (2010–2019)       | Position |
| ---------------------------- | -------- |
| États-Unis Billboard Hot 100 | 75       |

### ClassementsAll-Time
| Classement                           | Position |
| ------------------------------------ | -------- |
| Australie (ARIA)                     | 273      |
| Belgique (Flandre Ultratop)          | 998      |
| Belgique (Wallonie Ultratop)         | 1 940    |
| Nouvelle-Zélande (Recorded Music NZ) | 277      |

## Certifications
| Région                                                                                                 | Certification | Ventes/Streams |
| --- | ------------- | -------------- |
| France (SNEP)                                                                                          | Platine       |                |
| *Ventes selon la certification ^Mise en rayon selon la certification xNon précisé par la certification |               |                |

## Clip vidéo
Le clip vidéo de la chanson Thank u, next cite à quatre des films des années 2000 : Mean Girls (Lolita malgré moi), Bring It On (American Girls), Legally Blonde (La revanche d'une blonde), et 13 Going on 30 (30 ans sinon rien),.
La sortie officielle du clip se fait le 30 novembre 2018, sur YouTube Premières (YouTube). Il comptabilise 524 676 607 vues au 4 juillet 2020.

### Distribution
- Ariana Grande incarne les rôles principaux de Regina George (Lolita malgré moi), de Torrance Shipman (American Girls), de Jenna Rink (30 ans sinon rien) et d'Elle Woods (La revanche d'une blonde).

Classés par ordre d'apparition : 
- Colleen Ballinger, dans le rôle d'une lycéenne de North Shore High School (Lolita malgré moi)
- Jonathan Bennett, dans le rôle d'Aaron Samuels (Lolita malgré moi, rôle que l'acteur campe dans ce film)
- Stefanie Drummond, dans le rôle de Bethany Byrd (Lolita malgré moi, rôle que l'actrice campe dans ce film)
- Scott Nicholson, dans le rôle d'une lycéenne de North Shore High School (Lolita malgré moi)
- Troye Sivan, dans le rôle d'un lycéen de North Shore High School (Lolita malgré moi)
- Gabi DeMartino, dans le rôle d'une lycéenne de North Shore High School (Lolita malgré moi)
- Ariana Grande, dans le rôle de Regina George (Lolita malgré moi)
- Courtney Chipolone, dans le rôle de Gretchen Wieners (Lolita malgré moi)
- Alexa Luria, dans le rôle de Karen Smith (Lolita malgré moi)
- Elizabeth Gilles, dans le rôle de Cady Heron (Lolita malgré moi)
- Kris Jenner, dans le rôle de June George (Lolita malgré moi)
- Ariana Grande, dans le rôle de Torrance Shipman (American Girls)
- Matt Bennett, dans le rôle de Cliff Pantone (American Girls)
- Daniella Monet, dans le rôle d'une cheerleaders de l'équipe des Toros du lycée Rancho Carno High School (American Girls)
- Victoria Monet, dans le rôle d'une cheerleaders de l'équipe des Toros du lycée Rancho Carno High School (American Girls)
- Tayla Parx, dans le rôle d'une cheerleaders de l'équipe des East Compton Clovers (American Girls)
- Ariana Grande, dans le rôle de Jenna Rink (30 ans sinon rien)
- Ariana Grande, dans le rôle d'Elle Woods (La revanche d'une blonde)
- Toulouse Grande, dans le rôle du chien Baxter (La revanche d'une blonde)
- Jennifer Coolidge dans le rôle de Paulette (La revanche d'une blonde, rôle que l'actrice campe dans ce film)

### Parodie de James Corden
Le comédien britannique James Corden, animateur du late-night show américain The Late Late Show, réalise une parodie de la chanson dans son émission. Elle vise à remercier l'acteur Jeff Goldblum pour son œuvre cinématographique ; la parodie reprend dans ses paroles et mises en scènes les films La Mouche, Jurassic Park, Independance Day et Thor : Ragnarok. Après sa diffusion à la télévision, la vidéo de la séquence est mise en ligne sur YouTube le 5 décembre 2018 avec le titre thank u, jeff. Au 10 décembre suivant, elle comptabilise plus de 5,3 millions de vues.